# 매직아이 (텔레비전 프로그램)
《매직아이》는 2014년 5월 13일에 파일럿으로 방송되어 2014년 7월 8일부터 2014년 11월 18일까지 방송된 예능 프로그램이며 19금 토크 논란과 역시 애매한 콘셉트라는 혹평을 받아 20회 만에 폐지되었다.

## 역대 출연자

### 진행자
- 이효리
- 문소리
- 김구라
- 문희준
- 배성재
- 홍진경
- 김창옥

### 게스트
| 회차 | 방송일    | 게스트                              |
| ---- | --------- | ----------------------------------- |
| 1    | 7월 8일   | 주지훈, 이광수, 유정현, 김현성      |
| 2    | 7월 15일  | 박건형, 봉태규, 유정현, 김현성      |
| 3    | 7월 22일  | 이정진, 박정철, 지석진, 권순중      |
| 4    | 7월 29일  | 헨리, 정현민                        |
| 5    | 8월 5일   | 김제동                              |
| 6    | 8월 12일  | 용감한 형제, 한정수                 |
| 7    | 8월 19일  | 문희준, 은지원                      |
| 8    | 8월 26일  | 박건형, 김수용                      |
| 9    | 9월 2일   | 존 박, 레이디 제인, 황광희          |
| 10   | 9월 9일   | 홍진영, 허경환, 배성재              |
| 11   | 9월 16일  | 김태우, 조권, 조쉬                  |
| 12   | 9월 23일  | 오상진, 노민우, 김예원, 택연, 우영  |
| 13   | 9월 30일  | 봉만대, 백성현, 나르샤              |
| 14   | 10월 7일  | 이원종, 허지웅, 에네스 카야, 손미나 |
| 15   | 10월 14일 | 이재룡, 장동민, 정겨운, 이민혁      |
| 16   | 10월 21일 | 장현성, 최원영, 박효주, 김명국      |
| 17   | 10월 28일 | 김수로, 강성진, 성두섭, 신보라      |
| 18   | 11월 4일  | 윤도현, 장기하, 로이킴, 곽정은      |
| 19   | 11월 11일 | 문정희, 공형진, 김민교, 줄리안      |
| 20   | 11월 18일 | 서장훈, 홍진호, 장예원, 줄리엔 강   |

## 같이 보기
- 나는 남자다